# Allan Warren
Michael Allan Warren, né le 26 octobre 1948 à Londres dans le quartier de Wimbledon, est un photographe britannique qui a travaillé avec les acteurs célèbres d'Hollywood des années 1960 à 1980 ainsi que la famille royale britannique. Il a aussi publié des livres sur sa vie dans le Swinging London des années 1960 et à Hollywood.

## Biographie
Après avoir grandi dans le Londres d'après-guerre avec sa mère, Warren fréquente Terry's Juveniles, une école de théâtre basée au Drury Lane Theatre. C'est durant cette période qu'il passe plusieurs auditions, qui lui permettront de décrocher divers postes et rôles. Un de ces rôles fut celui d'enfant-présentateur dans The Five O'clock Club, une émission pour enfants de la télévision britannique diffusée dans les années 1960,,, ce qui lui a donné l’occasion de rencontrer diverses personnes, dont le jeune Marc Bolan, qui jouait alors le rôle de Toby Tyler. Par la suite, Bolan engagera Warren qui deviendra son premier manager,.

## Galerie

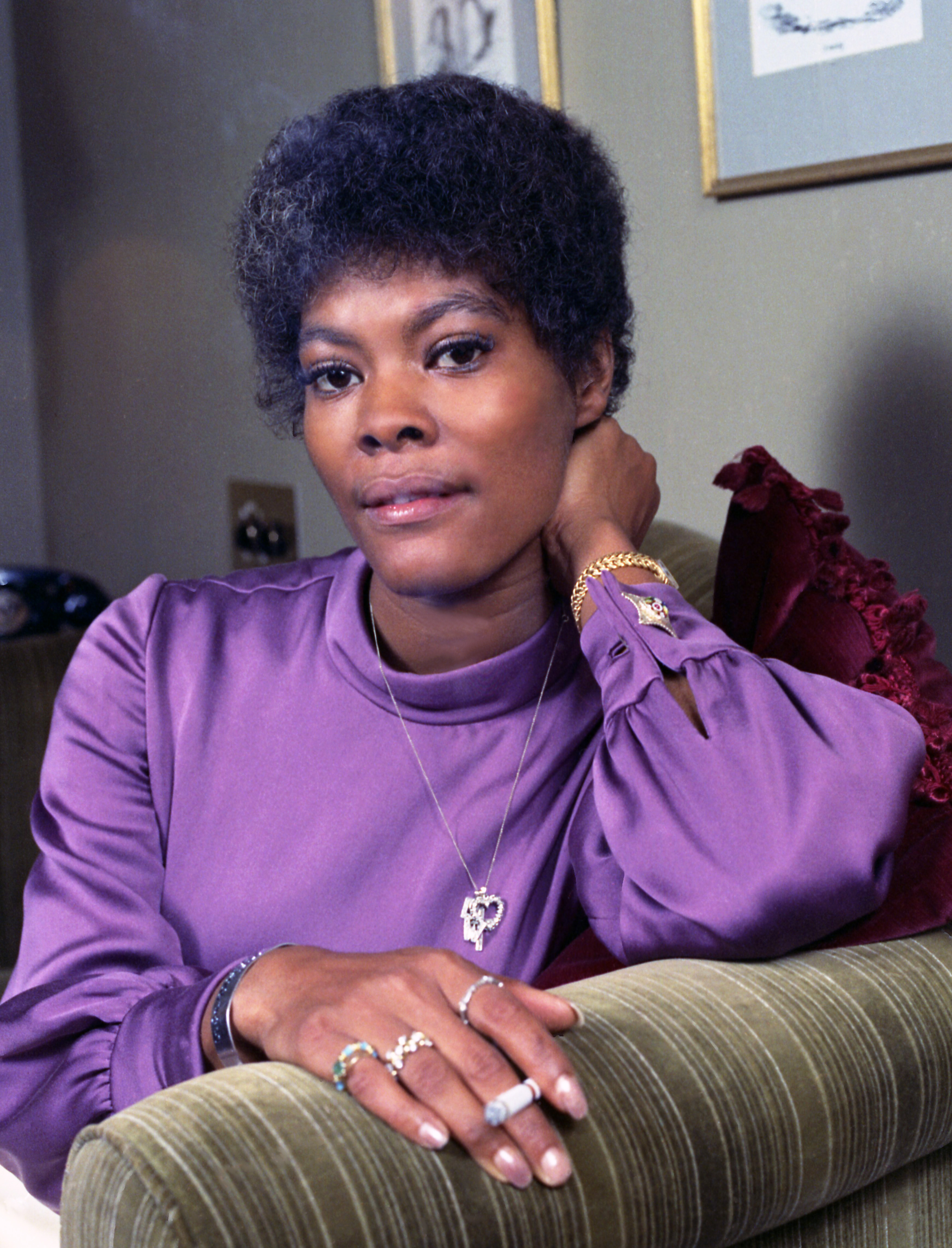
Dionne Warwick
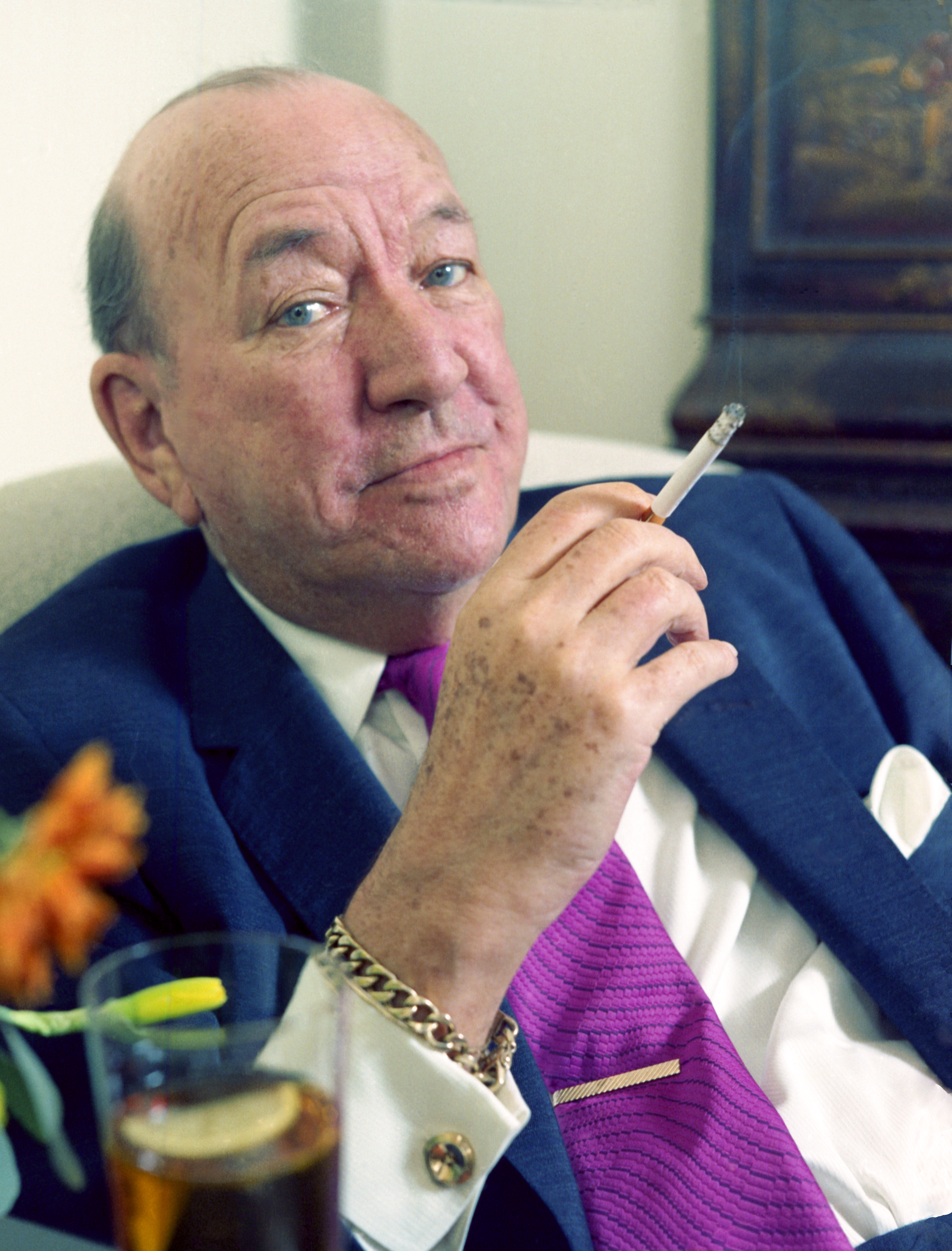
Noël Coward, 1972
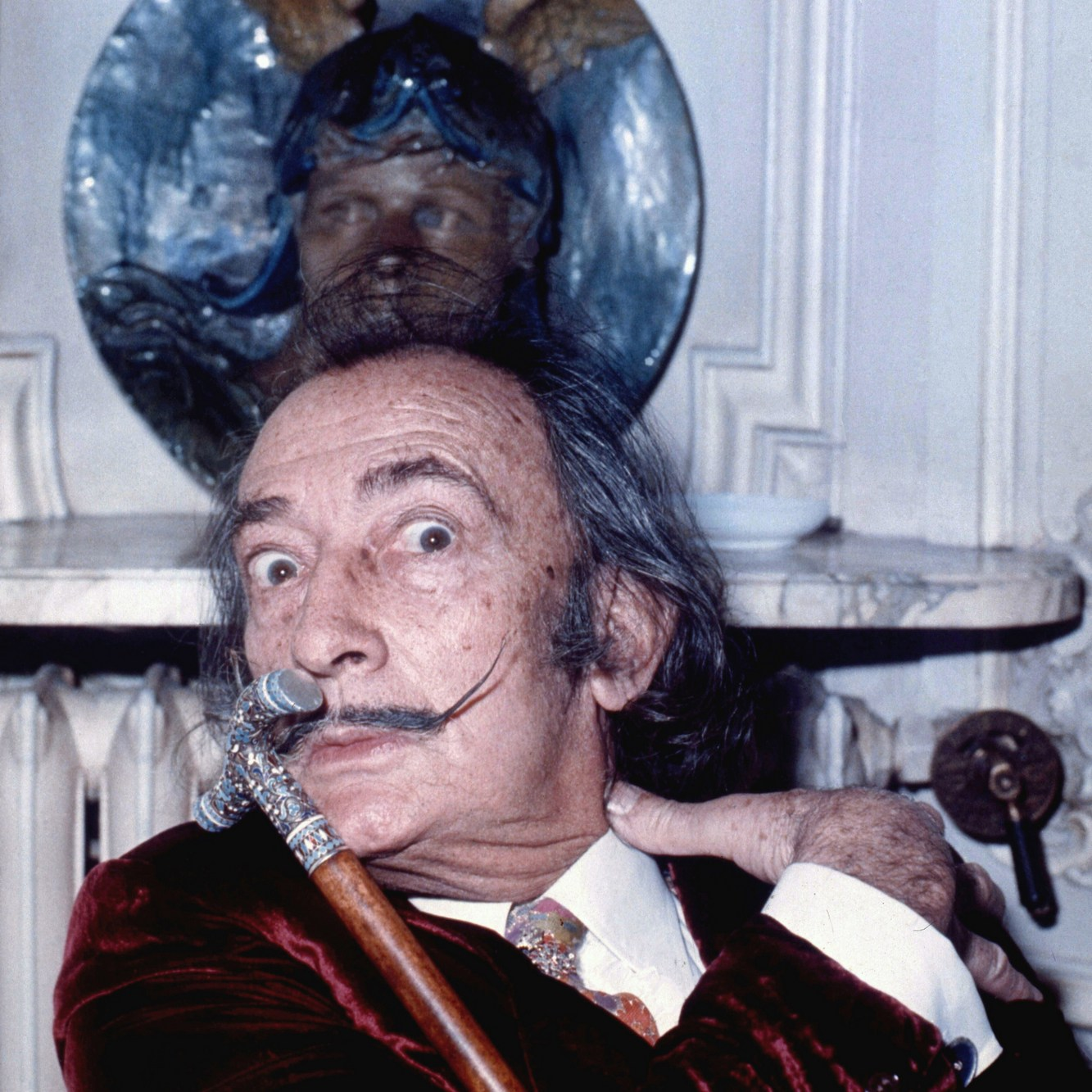
Salvador Dalí, 1972
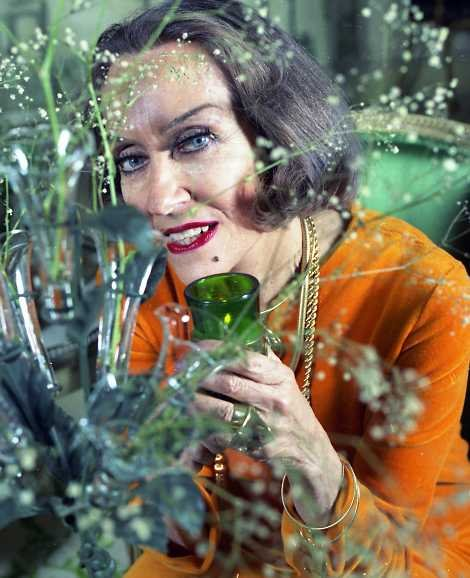
Gloria Swanson, 1972
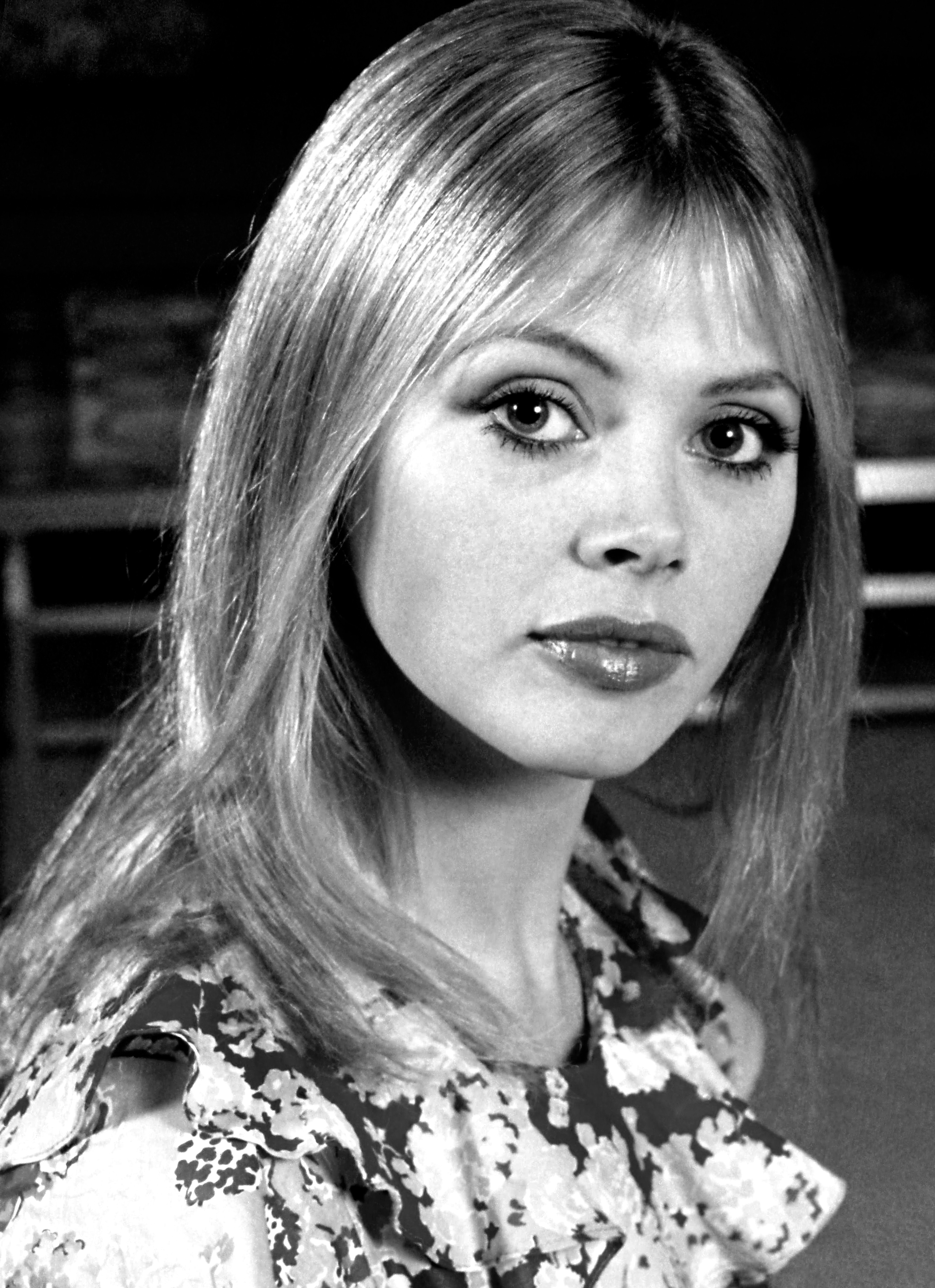
Britt Ekland, 1972

## Publications
- Nobs & Nosh - Eating with the Beautiful People, 1974
- Confessions of a Society Photographer, 1976
- The Dukes of Britain, 1986
- Dukes, Queens and Other Stories, 1999
- Strangers in the Buff, 2007
- Carpet Dwellers, 2007